# 마리나 오르시니

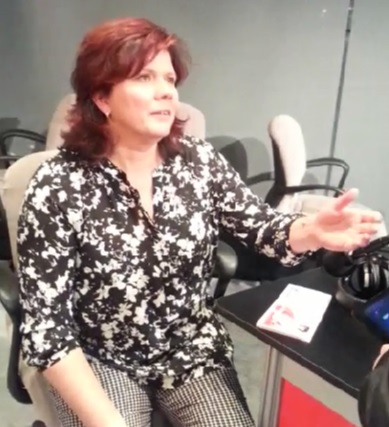

마리나 오르시니(Marina Orsini, 1967년 1월 4일 ~ )는 캐나다의 배우, 라디오 DJ이다.
몬트리올에서 태어났다.

## 영화
- 리듬 앤 비트 (2011년)
- 노에미: 르 시크릿 (2009년)
- 보스 마르쿠스, 파티! (2007년)
- 스틸 토즈 (2006년)
- 슬립프 룸 (1998년)
- 에디 앤드 크루져 2 (1989년)
- 돌고래 소녀 (1987년)